# ハイコム・オートモービル・マニュファクチャーズ
ハイコム・オートモービル・マニュファクチャーズ（英: HICOM Automotive Manufacturers (Malaysia) Sdn. Bhd.）はマレーシアのパハン州に工場を置く自動車製造会社である。
設立当初の名称はオートモービル・マニュファクチャーズ・（英: Automotive Manufacturers (Malaysia) Sdn. Bhd.、略：AMM）で、現在の名称になったのは2008年11月からである。

## 歴史
（出典：Company History）
- 1983年 - タタ・モーターズが会社を設立。
- 1984年 - いすゞ・CJR500ZZ（シャーシ）の生産を開始。
- 1985年 - スズキ・ジムニーの生産を開始。
- 1986年 - シトロエン・CXの生産を開始。
- 1989年 - 新しいCKD生産工場を建設。
- 1991年 - いすゞ・Monologue busの生産を開始。
- 1993年 - シトロエン・ZXの生産を開始。
- 1994年 - プロトン・サトリアの生産を開始。
- 1995年 - プロトン・ティアラの生産を開始。
- 1996年 - 欧州向け輸出用乗用車の車両認証機関による製造適合証明書を取得。
- 1997年 - 商用車製造部門がマレーシア・トラック・バス（英語版）に買収される。
- 1998年 - マレーシアの自動車製造工場として初めて、ISO9000を取得した。
- 2000年 - プロトン・イスワラの生産を開始。
- 2001年 - プロトン・ジュアラとキア・スペクトラの生産を開始。
- 2003年 - キア・プレジオ、K2700とナザ・リアの生産を開始。
- 2005年 - タタ及び大宇バスのシャーシとナザ・ステラ（英語版）の生産を開始。
- 2006年 - 双龍・レクストンの生産を開始。
- 2007年 - LDV（英語版）・マクサス（英語版）、スズキ・スイフト、双龍・アクティオンの生産を開始。メルセデス・ベンツ・マレーシア向けにCクラス、Eクラス、Sクラス、アクトロスの生産を開始。
- 2008年 - 11月21日に現在の名称に変更された。
- 2009年 - 創立25周年を迎えた。
- 2010年 - 三菱ふそう・キャンターの生産を開始[2]。
- 2011年 - フォルクスワーゲン・パサートの生産を開始。
- 2012年 - メルセデスAMGの生産を開始。
- 2013年 - フォルクスワーゲン・ポロ、ジェッタの生産を開始。
- 2014年 - メルセデス・ベンツ・Eクラスのブルーテック（英語版）ハイブリッドモデルの生産を開始。
- 2015年 - メルセデス・ベンツ・W205の生産を開始。
- 2016年 - メルセデス・ベンツ・GLCの生産を開始。
- 2017年 - フォルクスワーゲン・ティグアンとメルセデス・ベンツ・GLCクーペの生産を開始。
- 2020年 - 三菱・エクスパンダーの生産を開始[3]。
- 2021年 - フォルクスワーゲン・ゴルフとメルセデス・ベンツ・Aクラス、GLE、GLAの生産を開始。
- 2022年 - メルセデス・ベンツ・W206の生産を開始。
- 2023年 - メルセデス・ベンツ・EQSの生産を開始。

## 取り扱いメーカー
（出典：2025年現在の製造ブランド）
- メルセデス・ベンツ
- フォルクスワーゲン
- 三菱自動車
- 三菱ふそう